# Mrs. Doubtfire – Apa csak egy van
A Mrs. Doubtfire – Apa csak egy van (eredeti cím: Mrs. Doubtfire) 1993-ban bemutatott amerikai családi filmvígjáték, amelynek rendezője Chris Columbus, főszereplője Robin Williams, gyártója a 20th Century Fox. A film Anna Fine Madame Doubtfire című regénye alapján készült. Az alkotás Oscar-díjat nyert a „legjobb smink” kategóriában. Az amerikai filmintézet listáján a 67. helyen szerepel az elmúlt 100 év legjobb filmjei között, valamint a Bravo 100-as listán a 40. helyezést érte el minden idők legviccesebb filmjeinek kategóriájában.

## Cselekmény
Daniel Hillard (Robin Williams) munkanélküli színész, aki jó apa és szereti három gyermekét. Fia, Chris születésnapi partiján egy tucat állatot szerez, valamint sok gyerek is részt vesz a szülinapi bulin. Daniel felesége, Miranda (Sally Field) belsőépítész, aki megelégeli férje dolgait, majd kéri házasságuk felbontását. Mivel Danielnek nincs állandó bevételi forrása, gyermekei, a 15 éves Lydia Hillard (Lisa Jakub), a 13 éves Chris Hillard (Matthew Lawrence) és az 5 éves Natalie Hillard (Mara Wilson) felügyeleti jogát csak szombatonként gyakorolhatja.
Amikor Daniel megtudja, hogy Miranda házvezetőnőt kíván felvenni, kéri volt feleségét, hogy hadd vigyázzon ő a gyerekeire, mivel szeretne velük több időt tölteni, viszont Miranda nem hajlandó ebbe belemenni. Ekkor Daniel úgy dönt, hogy szabotálja a hirdetést, és a telefonszámot átírja, hogy más jelentkezőnek ne legyen esélye, így csak ő telefonálhat az állást illetően. Többször telefonál más-más stílusban, mire végül bemutatja az ideális pályázót, aki egy 60 éves nő, brit akcentussal, sokéves tapasztalattal. A Mrs. Doubtfire név éppen az újságban lévő cikkből ered. Daniel testvérét, Franket (Harvey Fierstein), a sminkművészt kéri meg, hogy teremtse meg Mrs. Doubtfire figuráját.
A gyerekek kezdetben ellenségesek az új házvezetőnővel kapcsolatban – főleg Lydia –, aki házimunkára fogja a gyerekeket, ha nem tanulnak. Egy napon fényűző vacsorát készít a házvezetőnő, ami Mirandát teljesen ámulatba ejti. Daniel igyekszik házvezetőnőként is jó kapcsolatot kialakítani gyermekeivel, akik nem sejtik, ki rejtőzik az álarc mögött. Daniel egyedülállóként főzőtanfolyamokat vesz önszorgalomból, melyet akkor kamatoztat, amikor gyermekei nála vannak.
Daniel helyzete nem a legjobb, főleg, amikor megjelenik nála egy hivatalból kirendelt szociális gondozó, illetve összeakad Miranda új barátjával, Stuart Dunmayerrel (Pierce Brosnan) akinek fogalma sincs, hogy kit rejt Mrs. Doubtfire. Daniel még egyszer megkérdezi Mirandát, hogy tegye neki lehetővé, hogy iskola után ő vigyázzon a gyerekeire, azonban Miranda elutasítja, mondván, hogy saját anyja nem volt olyan jó hozzá, mint Mrs. Doubtfire.
Végül Daniel lebukik gyerekei előtt, amikor fia, Chris benyit rá a mellékhelyiségben, ahol éppen a kisdolgát végzi. A gyerekek megijednek, hogy egy pedofillal van dolguk, de Daniel elmondja a gyerekeinek, hogy csak úgy láthatja őket minden nap, ha nőnek öltözik, és kéri, ne mondják el anyjuknak a titkot. Daniel kéri, hogy a legkisebb gyermekének Natalie-nak ne mondják el, előtte is maradjon titok. A gyerekek beleegyeznek. Mindkét gyerek boldog, hogy nap mint nap láthatják apjukat, még ha álarcban is, de mindig ott van velük, és ígérik, hogy segítenek fenntartani ezt a látszatot.
Daniel egy televíziós csatornánál dolgozik, ám egyszer bemerészkedik a stúdióba, ahol dinoszauruszokkal kezd játszani, ezt látván a vezérigazgató Jonathan Lundy (Robert Prosky) elhatározza, hogy Daniel fogja vezetni az általa vezetett műsort, mert az ő előadásmódjával fel lehet dobni a műsort, és a nézettség is megnőhet ezáltal. Stuart azt tervezi, hogy egy étteremben megünnepelik Miranda születésnapját, ám Daniel szintén abba az étterembe beszél meg egy találkozót a televízió vezérigazgatójával, így nehézkessé válik a két feladat megvalósítása.
Az étteremben Daniel megpróbál a családja és az igazgató között futkosni, és a mellékhelyiségben változik át Mrs. Doubtfire-ból Daniellé. Bejut a konyhára, és Stuart vacsoráját Cayenne-borssal jól megszórja, jól kitolva ezzel vele. Daniel egyre ittasabbá válik az igazgatóval való italozás közben, így házvezetőnőként tér vissza az igazgató asztalához, viszont az igazgatónak tetszik ez a stílus, így elhatározzák, hogy ezzel a karakterrel egy új televíziós műsort hoznak létre. Eközben kihozzák az ételeket az asztalra, és Stuart, Miranda barátja fuldokolni kezd az erős fűszerezésű garnélaráktól. Daniel a segítségére siet házvezetőnőként, és ekkor derül ki, hogy a házvezetőnő és Daniel ugyanaz a személy. Miranda nagyon csalódott, és felháborodott.
A bíróság vádolja Danielt, és elrendelik, hogy gyermekei csak akkor mehetnek hozzá, ha az életkörülményein javít, és dolgozik. Daniel bevallja a bíróságon, hogy a házvezetőnői jelmezt azért használta, mert nagyon szereti a gyermekeit, és így tudott csak a közelükben lenni. Daniel látogatási jogai még korlátozottak, de fellebbezést nyújthat be, és tehet annak érdekében, hogy otthonában fogadhassa gyermekeit.
Daniel rájön, hogy élete nem teljes a gyermekei nélkül, viszont Daniel eközben válik híressé az általa megformált házvezetőnői szerepben egy gyermekműsorban, mely országszerte adásba kerül, így megalapozván hírnevét.
Miranda meglátogatja Danielt a tv stúdióban, és gratulál sikereihez, majd felajánlja, hogy apaként gyakorolhatja szülői jogait, így Daniel már felügyelő jelenléte nélkül is találkozhat gyermekeivel. Miranda és a gyerekek éppen Eughenia műsorát nézik a tv-ben, amikor Daniel megjelenik a gyerekeknél. A gyerekek végtelenül boldogok apjuk láttán, és így helyreáll a családi béke.

## Szereplők
| Színész          | Szerep                                 | Magyar hang       |
| ---------------- | -------------------------------------- | ----------------- |
| Robin Williams   | Daniel Hillard / Mrs. Eugénia Tűzvolte | Mikó István       |
| Sally Field      | Miranda Hillard                        | Csere Ágnes       |
| Pierce Brosnan   | Stuart Dunmeyer                        | Szakácsi Sándor   |
| Lisa Jakub       | Lydia 'Lydie' Hillard                  | Zsigmond Tamara   |
| Matthew Lawrence | Christopher 'Chris' Hillard            | Benedikty Marcell |
| Mara Wilson      | Natalie `Nattie` Hillard               | Szentesi Dóra     |
| Robert Prosky    | Jonathan Lundy                         | Szabó Ottó        |
| Anne Haney       | Mrs. Sellner, szociális munkás         | Győri Ilona       |
| Scott Capurro    | Jack Hillard, nagybácsi                | Jakab Csaba       |
| Sydney Walker    | buszsofőr                              | Makay Sándor      |
| Terence McGovern | Lou, szinkronrendező                   | Csuja Imre        |
| Scott Beach      | bíró                                   | Velenczey István  |
| Harvey Fierstein | Frank Hillard                          | Zágoni Zsolt      |
| Polly Holliday   | Gloria Chaney                          | Czigány Judit     |
| Martin Mull      | Justin Gregory                         | Faragó József     |
| Karen Kahn       | alkalmazott                            |                   |
| Eva Gholson      | alkalmazott                            |                   |
| James Cunningham | alkalmazott                            |                   |
| Ralph Peduto     | rendőr                                 |                   |
| Paul Guilfoyle   | főszakács                              |                   |

## Díjak és jelölések
- Golden Globe-díj (1994) 
  - díj: Legjobb film – vígjáték
  - díj: Legjobb színész – zenés film és vígjáték kategória: Robin Williams

## Fordítás
- Ez a szócikk részben vagy egészben  a   Mrs. Doubtfire című angol Wikipédia-szócikk fordításán alapul.  Az eredeti cikk szerkesztőit annak laptörténete sorolja fel. Ez a jelzés csupán a megfogalmazás eredetét és a szerzői jogokat jelzi, nem szolgál a cikkben szereplő információk forrásmegjelöléseként.